# Mariano Piccoli
Mariano Piccoli (Trento, 11 settembre 1970) è un ex ciclista su strada italiano.
Professionista dal 1989 al 2005, conta tre vittorie di tappe alla Vuelta a España e altrettante al Giro d'Italia.

## Carriera
Iniziò a correre da bambino e tra i dilettanti ottenne 19 vittorie.
Nel 1992 passò al professionismo con la Mercatone Uno ma, per i primi due anni, non vinse alcuna gara. Nel 1995, dopo essere passato alla Brescialat, ottenne il primo successo tra i professionisti, la quindicesima tappa del Giro d'Italia 1995. Successivamente, nel 1999, si trasferì alla Lampre-Daikin e corse Giro, Tour e Vuelta a España, arrivando alla conclusione di tutte e tre le grandi corse a tappe.
Nel 2005 cambiò nuovamente squadra approdando all'Acqua & Sapone, senza ottenere vittorie ed al termine della stagione decise di ritirarsi dopo 14 anni da professionista. Era un corridore da fughe e un ottimo finisseur.

## Palmarès
- 1991

Gran Premio Palio del Recioto
9ª tappa Settimana Ciclistica Bergamasca (Lumezzane)
10ª tappa, 2ª semitappa Settimana Ciclistica Bergamasca (Colle Gallo, cronometro)
- 1995

7ª tappa Tour de Pologne
9ª tappa Tour de Pologne
15ª tappa Giro d'Italia (Val Senales > Lenzerheide/Valbella)
4ª tappa, 1ª semitappa Euskal Bizikleta (Eibar)
- 1997

Gran Premio Industria e Commercio di Prato
10ª tappa Vuelta a España (Almendralejo)
- 1998

1ª tappa Giro d'Italia (Nizza > Cuneo)
1ª tappa Rheinland-Pfalz-Rundfahrt (Bad Marienberg)
- 2000

21ª tappa Giro d'Italia (Torino > Milano)
13ª tappa Vuelta a España (Santander > Santander)
19ª tappa Vuelta a España (Salamanca > Avila)

### Altri successi
- 1993

Classifica scalatori Tirreno-Adriatico
Classifica a punti Vuelta a Galicia
- 1994

Classifica a punti Vuelta a Andalucía
- 1995

Classifica scalatori Giro d'Italia
Trofeo Bonacossa Giro d'Italia
Classifica scalatori Setmana Catalana
- 1996

Classifica scalatori Giro d'Italia
- 1998

Classifica a punti Giro d'Italia
Classifica a punti Rheinland-Pfalz Rundfhart
- 2001

Classifica a punti Tour de Romandie
- 2002

Classifica a punti Giro del Trentino
- 2003

Classifica a punti Giro del Trentino

## Piazzamenti

### Grandi giri
- Giro d'Italia

1993: 84º
1994: 89º
1995: 20º
1996: 46º
1997: 48º
1998: 35º
1999: 38º
2000: 34º
2001: 87º
2002: 43º
2003: ritirato
2004: 59º
- Tour de France

1996: 93º
1999: 50º
- Vuelta a España

1997: 48º
1998: 77º
1999: 58º
2000: 50º
2001: 102º
2002: 102º
2003: 99º
2004: 115º

### Classiche
- Milano-Sanremo

1995: 71º
1998: 116º
2001: 56º
2003: 22º
2004: 153º
- Liegi-Bastogne-Liegi

1995: 21º